# هيدا زينر
هيدا زينر (بالألمانية: Hedda Zinner)‏ هي كاتِبة وصحفية ومترجمة وممثلة ألمانية (وحمل سابقاً جنسية ألمانيا الشرقية)، ولدت في 20 مايو 1905 في لفيف في أوكرانيا، وتوفيت في 7 يناير 1994 في برلين في ألمانيا. من الجوائز التي نالتها جائزة ليون فويشتفانغر ‏ سنة 1973.

## جوائز
- جائزة ليون فويشتفانغر [الإنجليزية]‏ (1973)
- الجائزة الوطنية لجمهورية ألمانيا الديمقراطية
- نيشان كارل ماركس

## وصلات خارجية
- هيدا زينر على موقع IMDb (الإنجليزية)
- هيدا زينر على موقع مونزينجر (الألمانية)
- هيدا زينر على موقع أول موفي (الإنجليزية)
- هيدا زينر على موقع كينوبويسك (الروسية)
- هيدا زينر على موقع كينوبويسك (الروسية)